# Бельмас Олександр Васильович
Олександр Васильович Бельмас (23 червня 1899 — 17 лютого 1974) — співробітник особистої охорони В. І. Леніна з 1922 по 1924 рік, помічник управляючого справами Президії Верховної Ради з кадрів.

## Біографія
Народився у козацькій сім'ї. Батько Бельмас Василь Михайлович (помер у 1903). Мати Нестеренко Лукерія Борисівна (1877—1919). У 1913 році закінчив сільську парафіяльну школу. Після закінчення школи працював наймитом у заможних людей.
В серпні 1917 року був прийнятий загальними зборами Соснівської організації РСДРП(б) у члени терористичної більшовицької партії. З жовтня 1917 був у Соснівському загоні, потім у Конотопському загоні червоної гвардії.
У червні 1918 року був спійманий гайдамацьким загоном і після допиту відправлений до в'язниці Конотопа, де знаходився до 6 січня 1919 року. За інформацією родичів його було звільнено з в'язниці за м'ясо племінного бика, якого зарубав і відніс начальнику поліції брат матері — Нестеренко Лука Борисович (1875—1951). У громадянську війну воював на стороні радянських окупантів проти денікінців, українців, білополяків, потім проти українських повстанських отаманів Ангела і Струка.
В 1922 був відряджений в загін особливого призначення при Колегії ОГПУ. Перебував у охороні Четвертого конгресу Коммінтерну, що у Кремлівському палаці. Під час роботи Конгресу восени 1922 був викликаний на Луб'янку до Дзержинського. За поданням начальника спецвідділення при Колегії ГПУ при НКВС РРФСР Біленького А. Я. був призначений на особисту охорону Леніна, спочатку в Кремлі, потім у Горках.
Останнє чергування ніс 19-21 січня 1924 біля кімнати В. І. Леніна. 19 січня 1924 року на прохання Марії Іллівни їздив до Солдатонківської лікарні за професором Ферстером. У грудні 1924 року демобілізувався з органів ОГПУ.
У 1928 році вступив до Московського фінансово-економічного інституту, який закінчив у 1931 році. У 30-ті роки працював завідувачем загальною частиною ЦК ВКП(б). З 1938 року в Президії Верховної Ради СРСР на посаді помічника Управління справами з кадрів. У 1940 році був відряджений до Монгольської народної республіки для нагородження солдатів орденами та медалями за Халхін-Гол. Брав участь в Другій світовій війні з листопада 1941 по 1945.
Помер 17 лютого 1974 року в Москві, похований на новодівичому цвинтарі.

## Нагороди
- Орден Червоної Зірки
- Орден Вітчизняної війни ІІ ступеня
- Медаль «За бойові заслуги»
- Медаль «За оборону Сталінграда»
- Медаль «За оборону Москви»
- Медаль «За взяття Будапешта»
- Медаль «За взяття Відня»
- Медаль За перемогу над Німеччиною